# Ƃ
Ƃ ، ƃ یکی از حروف الفبای لاتین است. این حرف شباهتی ظاهری به حرف سیریلیک Б دارد. از این حرف در میان سال‌های ۱۹۵۷ تا ۱۹۸۶ میلادی در الفبای جوانگ استفاده می‌شد، سپس ترکیب mb جایگزین آن گردید. 